# Malliavin-Kalkül
Der Malliavin-Kalkül (auch stochastische Variationsrechnung) ist ein Teilgebiet der stochastischen Analysis und ein unendlich-dimensionaler Differentialkalkül auf einem gaußschen Wahrscheinlichkeitsraum (beispielsweise einem abstrakter Wiener-Raum). Mit Hilfe der Techniken des Malliavin-Kalküls können die Existenz und Glattheit von Wahrscheinlichkeitsdichten von Wiener-Funktionalen bewiesen werden, dies können zum Beispiel Lösungen von stochastischen Differentialgleichungen oder stochastische Integrale sein. Der Malliavin-Kalkül wird auch als stochastische Variationsrechnung für Wiener-Funktionale bezeichnet.
Der Malliavin-Kalkül hat seinen Ursprung in zwei Publikationen des französischen Mathematikers Paul Malliavin von 1976. Im Kern ist der Malliavin-Kalkül ein unendlich-dimensionales Analog der Sobolew-Theorie. Der Malliavin-Kalkül kann auch im Rahmen der White-Noise-Analysis formuliert werden, einem Analog der Distributionstheorie auf unendlich-dimensionalen Räumen.
Neben der Anwendung in der Theorie der stochastischen Differentialgleichungen etablierte sich der Malliavin-Kalkül auch erfolgreich in weiteren Gebieten, darunter in der Finanzmathematik, in der Theorie der stochastischen Filterung sowie in der Theorie der partiellen stochastischen Differentialgleichungen. In der Finanzmathematik wird der Kalkül unter anderem zur Berechnung von Hedging-Strategien und der Sensitivität des Optionspreises (in der Finanzwirtschaft auch die Griechen genannt) verwendet. Insbesondere findet der Kalkül auch Anwendung bei Finanzmärkten mit Sprüngen.
Malliavin lieferte als Anwendung seiner Techniken einen probabilistischen Beweis des Satzes von Hörmander über Hypoelliptizität von Differentialoperatoren. Da eine Verbindung zwischen partiellen Differentialgleichungen und stochastischen Differentialgleichungen existiert (Feynman-Kac-Formel), bestand damals ein Interesse unter Stochastikern einen rein probabilistischen Beweis zu entwickeln.
Sei {\displaystyle (W_{t}^{1},\dots W_{t}^{n})} eine {\displaystyle n}-dimensionale brownsche Bewegung, {\displaystyle \circ dW_{t}} die Stratonowitsch-Integration und {\displaystyle \mu } das Wiener-Maß. Die zugrundeliegende Idee von Malliavin war es, die Übergangswahrscheinlichkeit {\displaystyle p_{t}(x,dy)} einer Lösung einer stochastischen Differentialgleichung
{\displaystyle dX_{t}=\sum \limits _{i=1}^{n}A_{i}(X_{t})\circ dW_{t}^{i}+A_{0}(X_{t})dt,\qquad X_{0}=x}
als Bildmaß des Wiener-Maßes einer nicht-linearen Transformation {\displaystyle p=\mu \circ T^{-1}} (auch Itō-Abbildung genannt) zu verstehen, welche durch die stochastische Differentialgleichung generiert wird. Damit überträgt sich die Untersuchung der Regularität in den Wiener-Raum, wo man die partielle Integration gegen ein gaußsches Maß anwenden kann. Das Problem an diesem Ansatz ist, dass eine solche Transformation in der Regel weder differenzierbar (im Sinne von Fréchet und Gâteaux) noch stetig ist, weshalb ein neuer Differentialkalkül benötigt wird. Unter Ausnützung der Quasi-Invarianz des gaußschen Maßes unter Translationen eines geeigneten Unterraumes, definierte Malliavin einen schwachen Ableitungsbegriff und dazugehörige Sobolew-Räume. Man kann nun zeigen, dass eine Abbildung von einem Wiener-Raum existiert, welche glatt im Sinne der neuen Ableitung ist, die jedoch keine stetige Modifikation bezüglich der zugehörigen Banach-Norm besitzt.
Mathematiker erkannten das mächtige Potential der von Malliavin eingeführten Methoden und entwickelten sie daraufhin in verschiedene Richtungen weiter, darunter der funktionalanalytische Ansatz von Daniel Stroock (durch einen symmetrischen linearen Operator) und der Ansatz über den Satz von Girsanow von Jean-Michel Bismut. Weitere Entwicklungen erfolgten durch Shigeo Kusuoka, Shinzō Watanabe, Ichirō Shigekawa, Paul-André Meyer, Moshe Zakai, David Nualart und viele weitere.

## Motivation: der Satz von Hörmander
Eine wichtige Fragestellung der Theorie der partiellen Differentialgleichungen ist folgende:
Gegeben sind glatte Vektorfelder {\displaystyle A_{0},A_{1},\dots ,A_{n}} auf {\displaystyle \mathbb {R} ^{d}} und ein Differentialoperator
{\displaystyle L={\frac {1}{2}}\sum \limits _{i=1}^{n}A_{i}^{2}+A_{0}.}
Welche Bedingungen müssen die {\displaystyle A_{0},A_{1},\dots ,A_{n}} erfüllen, damit das folgende Cauchy-Problem
{\displaystyle {\begin{cases}{\frac {\partial u}{\partial t}}(t,x)=Lu(t,x),\quad t>0,\;x\in \mathbb {R} ^{d}\\u(0,x)=f(x),\quad f(x)\in \mathbb {R} \end{cases}}}
eine glatte Fundamentallösung {\displaystyle p(t,x,y)} besitzt, das heißt eine Funktion {\displaystyle p:(0,\infty )\times \mathbb {R} ^{d}\times \mathbb {R} ^{d}\to \mathbb {R} }, so dass
- {\displaystyle p(t,\cdot ,\cdot )} für jedes {\displaystyle t\in (0,\infty )} glatt auf {\displaystyle \mathbb {R} ^{2d}} ist,
- die Gleichung

{\displaystyle u(t,x)=\int _{\mathbb {R} ^{d}}p(t,x,y)f(y)dy}
erfüllt ist?
Hörmander gab 1967 eine Bedingung für die Lie-Algebra
{\displaystyle \{A_{i},[A_{j},A_{k}],[[A_{j},A_{k}],A_{l}],\dots ;1\leq i\leq n,0\leq j,k,l,\dots ,\leq n\}}
an, unter der der Operator {\displaystyle L} hypoelliptisch ist und somit eine glatte Fundamentallösung existiert.
Dieses Cauchy-Problem hat eine Verbindung zur Theorie der stochastischen Differentialgleichungen. Sei {\displaystyle (W_{t})} eine {\displaystyle n}-dimensionale Standard-brownsche Bewegung und {\displaystyle (X_{t})} ein Markow-Prozess gegeben durch die stochastische Differentialgleichung
{\displaystyle dX_{t}=\sum \limits _{i=1}^{n}A_{i}(X_{t})\circ dW_{t}+A_{0}(X_{t})dt,\qquad X_{0}=x.}
Durch Anwendung der Itō-Formel sehen wir, dass {\displaystyle L} der infinitesimale Generator des Prozesses ist. Des Weiteren erfüllt die Übergangswahrscheinlichkeit {\displaystyle p_{t}(x,\mathrm {d} y)} die Kolmogorov-Vorwärtsgleichung (auch Fokker-Planck-Gleichung genannt)
{\displaystyle \left(-{\frac {\partial }{\partial t}}+L_{y}^{*}\right)p(t,x,y)=0,\quad ]0,\infty [\times \mathbb {R} ^{n}}
im distributionellen Sinne, wobei hier {\displaystyle L^{*}} der adjungierte Operator von {\displaystyle L} bezüglich des {\displaystyle L^{2}}-Skalarproduktes ist. Es folgt somit, dass die Übergangswahrscheinlichkeit {\displaystyle p_{t}(x,dy)} von {\displaystyle X_{t}} eine {\displaystyle C^{\infty }}-Dichte besitzt, so fern der Operator {\displaystyle {\tfrac {\partial }{\partial t}}+L_{y}^{*}} hypoelliptisch ist respektive Hörmanders-Bedingung erfüllt ist.
Der Satz von Hörmander hat somit eine probabilistische Formulierung
 Unter Hörmanders Bedingung existiert eine Familie glatter Übergangswahrscheinlichkeitsdichten {\displaystyle p(t,x,y)} für die Lösung der oben definierten stochastischen Differentialgleichung.

## Malliavin-Kalkül
Das Spielmodell des Malliavin-Kalkül ist der irreduzible gaußsche Wahrscheinlichkeitsraum {\displaystyle (\Omega ,{\mathcal {F}},P,{\mathcal {H}})}. Dies ist ein Wahrscheinlichkeitsraum mit einem abgeschlossenen Unterraum {\displaystyle {\mathcal {H}}\subset L^{2}(\Omega ,{\mathcal {F}},P)} von zentrierten normalverteilten Zufallsvariablen, so dass {\displaystyle {\mathcal {F}}=\sigma ({\mathcal {H}})}. Der Raum {\displaystyle {\mathcal {H}}} ist in der Regel unendlich-dimensional und man nennt ihn auch das erste Wiener-Chaos. Sei {\displaystyle X=(\Omega ,{\mathcal {F}},P,{\mathcal {H}})}, dann meinen wir mit {\displaystyle F:X\to G} eine Abbildung von {\displaystyle \Omega }. Für einen beliebigen separablen Hilbert-Raum {\displaystyle G} existiert immer ein kanonischer irreduzibler gaußscher Wahrscheinlichkeitsraum {\displaystyle \operatorname {Seg} (G)=(\Omega ,{\mathcal {F}},P,G)}, welcher Segal-Modell genannt wird. In diesem Fall gilt für ein {\displaystyle g\in G}, dass man die zugehörige gaußsche Zufallsvariable als {\displaystyle W(g)} notiert und man schreibt den gaußschen Raum zur Unterscheidung als {\displaystyle {\mathcal {G}}=\{W(g)\colon g\in G\}}.
Sei {\displaystyle (\Omega ,{\mathcal {F}},P,{\mathcal {H}})} ein irreduzibler gaußscher Wahrscheinlichkeitsraum, wählt man eine Basis für {\displaystyle {\mathcal {H}}}, so nennt man {\displaystyle (\Omega ,{\mathcal {F}},P,{\mathcal {H}})} auch numerisches Modell.
Ein numerisches Modell ist der Raum {\displaystyle (\mathbb {R} ^{\mathbb {N} },{\mathcal {B}}(\mathbb {R} ^{\mathbb {N} }),\gamma ^{\infty }=\otimes _{i=1}^{\infty }\gamma ,\ell ^{2})}, wobei {\displaystyle \gamma } das kanonische eindimensionale gaußsche Maß ist.
Wir werden stets annehmen, dass ein separabler Hilbert-Raum {\displaystyle H} und ein isonormaler Gauß-Prozess {\displaystyle \{W(h),h\in H\}} (ein unitärer Operator) existieren, so dass {\displaystyle {\mathcal {H}}=W(H)}. Fixieren wir eine Basis {\displaystyle \{h_{n}\}_{n\in \mathbb {N} }} von {\displaystyle H}, dann lässt sich ein isometrischer Isomorphismus {\displaystyle T:H\to \ell ^{2}} in den Folgenraum {\displaystyle \ell ^{2}} finden.
Das Ziel wird es sein, einen Kalkül auf {\displaystyle \Omega } sogar dann zu definieren, wenn {\displaystyle \Omega } weder ein topologischer Vektorraum noch ein Vektorraum ist. Der Malliavin-Kalkül besteht im Wesentlichen aus drei fundamentalen Operatoren:
- dem Ableitungsoperator {\displaystyle D},
- dem Divergenzoperator {\displaystyle \delta },
- dem Ornstein-Uhlenbeck-Operator {\displaystyle L=-\delta D},

wobei {\displaystyle \delta } gerade der adjungierter Operator von {\displaystyle D} ist.
Ein Weg, um die Malliavin-Ableitung oder stochastische Ableitung zu definieren, ist über die Wiener-Chaos-Zerlegung.
Wir führen folgende Funktionenräume ein
- {\displaystyle L^{\infty -0}(\Omega ,{\mathcal {F}},P)=\bigcap \limits _{p<\infty }L^{p}(\Omega ,{\mathcal {F}},P)}
- {\displaystyle L^{1+0}(\Omega ,{\mathcal {F}},P)=\bigcup \limits _{p>1}L^{p}(\Omega ,{\mathcal {F}},P)}
- {\displaystyle C_{p}^{\infty }(\mathbb {R} ^{n})} ist der Raum der glatten Funktionen, deren partielle Ableitungen polynomiales Wachstum besitzen.
- {\displaystyle \operatorname {End} (L^{\infty -0}(\Omega ,{\mathcal {F}},P))=\{T:L^{\infty -0}(\Omega ,{\mathcal {F}},P)\to L^{\infty -0}(\Omega ,{\mathcal {F}},P);T{\text{ linear}}\}}, der Raum aller Endomorphismen über {\displaystyle L^{\infty -0}(\Omega ,{\mathcal {F}},P)}.

### Quasi-invarianz des gaußschen Maßes und der Satz von Cameron-Martin
Betrachte {\displaystyle (\mathbb {R} ^{\mathbb {N} },{\mathcal {B}}(\mathbb {R} ^{\mathbb {N} }),\gamma ^{\infty })} und notiere die Translation um ein Element {\displaystyle \alpha \in \mathbb {R} ^{\mathbb {N} }} mit {\displaystyle (\tau _{\alpha }f)(x)=f(x+a)}.
Fundamental für den Malliavin-Kalkül ist der Satz von Cameron-Martin. Die moderne Version des Satzes wird in der Regel in lokalkonvexen Räumen formuliert mit Hilfe des Kovarianzoperator (eine Abbildung in den Bidualraum), welcher den Cameron-Martin-Raum induziert. Wir werden hier aber eine konkretes Beispiel verwenden.
Eine Variante des Satzes von Cameron-Martin lautet wie folgt:
Sei {\displaystyle f\in L^{1+0}(\mathbb {R} ^{\mathbb {N} },{\mathcal {B}}(\mathbb {R} ^{\mathbb {N} }),\gamma ^{\infty })} und {\displaystyle \alpha \in \ell ^{2}}, dann existiert ein {\displaystyle k_{\alpha }\in L^{\infty -0}(\gamma ^{\infty })}, so dass
{\displaystyle \int _{\mathbb {R} ^{\mathbb {N} }}(\tau _{\alpha }f)(x)d\gamma ^{\infty }=\int _{\mathbb {R} ^{\mathbb {N} }}f(x)k_{\alpha }(x)d\gamma ^{\infty },\qquad x=(x_{1},x_{2},\dots )}
und die Cameron-Martin-Formel gilt
{\displaystyle k_{\alpha }(x)=\exp \left(\sum \limits _{k\in \mathbb {N} }\alpha _{k}x_{k}-{\frac {1}{2}}\|\alpha \|_{\ell ^{2}}^{2}\right)}
mit der Abschätzung
{\displaystyle \|k_{\alpha }\|_{L^{p}}\leq \exp \left({\frac {p-1}{2}}\|\alpha \|_{\ell ^{2}}^{2}\right)}
und infinitesimalem Erzeuger
{\displaystyle \lim \limits _{\varepsilon \to 0}{\frac {k_{\varepsilon \alpha }(x)-k_{0}(x)}{\varepsilon }}=\sum \limits _{k\in \mathbb {N} }\alpha _{k}x_{k}=\alpha \cdot x.}
Sei {\displaystyle \gamma _{h}^{\infty }=\gamma ^{\infty }(\cdot -h)}, dann sagt der Satz also, falls {\displaystyle h\in \ell ^{2}}, dann sind die beiden Maße äquivalent {\displaystyle \gamma ^{\infty }\sim \gamma _{h}^{\infty }}. Wenn {\displaystyle h\not \in \ell ^{2}}, dann sind die Maße singulär {\displaystyle \gamma ^{\infty }\perp \gamma _{h}^{\infty }} wegen des Satzes von Feldman-Hájek. Wir nennen {\displaystyle \ell ^{2}} den Cameron-Martin-Raum von {\displaystyle \mathbb {R} ^{\mathbb {N} }}.

#### Kanonische Darstellung der additiven Gruppe
Betrachte nun {\displaystyle (\Omega ,{\mathcal {F}},P,{\mathcal {H}})} und wähle eine Orthonormalbasis für {\displaystyle {\mathcal {H}}} mit der Abbildung {\displaystyle j:{\mathcal {H}}\to \ell ^{2}} so, dass Basis auf Basis abgebildet wird. Definiere weiter
{\displaystyle g:L^{\infty -0}(\mathbb {R} ^{\mathbb {N} },{\mathcal {B}}(\mathbb {R} ^{\mathbb {N} }),\gamma ^{\infty })\to L^{\infty -0}(\Omega ,{\mathcal {F}},P),}
dann überträgt sich der Satz von Cameron-Martin durch die kanonischen Abbildung
{\displaystyle \rho :{\mathcal {H}}\to \operatorname {End} (L^{\infty -0}(\Omega ,{\mathcal {F}},P))}
definiert durch
{\displaystyle \rho (h)=g\circ \tau _{j(h)}\circ g^{-1}.}
Für ein {\displaystyle f\in L^{\infty -0}(\Omega ,{\mathcal {F}},P)} und {\displaystyle \rho _{h}:=\rho (h)} bedeutet dies {\displaystyle \rho _{h}(f)\in L^{\infty -0}(\Omega ,{\mathcal {F}},P)}. {\displaystyle \rho } nennt man auch kanonische Darstellung der additiven Gruppe von {\displaystyle {\mathcal {H}}}.
Weiter lässt sich zeigen, dass
{\displaystyle \rho (h+h')=\rho (h)\rho (h),}
sowie die Abschätzung
{\displaystyle \|\rho _{h}(f)\|_{L^{p}}\leq \exp(2p^{2}\|h\|_{\mathcal {H}}^{2})\|f\|_{L^{2p}}}
und der infinitesimalen Erzeuger
{\displaystyle \lim \limits _{\varepsilon \to 0}{\frac {\left(\rho (\varepsilon h)-I\right)f}{\varepsilon }}=hf,}
die Multiplikation mit der Zufallsvariable {\displaystyle h\in {\mathcal {H}}} ist.
Analog für einen beliebigen Hilbert-Raum {\displaystyle G} und das Segal-Modell {\displaystyle \operatorname {Seg} (G)} sind die Abbildungen {\displaystyle j:G\to \ell ^{2}} und {\displaystyle \rho :G\to \operatorname {End} (L^{\infty -0}(\Omega ,{\mathcal {F}},P))}, folglich ist der infinitesimale Erzeuger
die Multiplikation mit der Zufallsvariable {\displaystyle W(g)}
{\displaystyle \lim \limits _{\varepsilon \to 0}{\frac {\left(\rho (\varepsilon g)-I\right)f}{\varepsilon }}=W(g)f.}

### Weißes Rauschen
Der wichtige Fall wenn {\displaystyle H=L^{2}(T,{\mathcal {B}},\mu )} und {\displaystyle X=\operatorname {Seg} (W(H))} ist, wobei {\displaystyle T=[0,{\mathcal {T}}]} mit {\displaystyle {\mathcal {T}}\in \mathbb {R} }, {\displaystyle (T,{\mathcal {B}})} ein messbarer Raum und {\displaystyle \mu } σ-endliches und atomlos Maß ist, nennt man  weißes Rauschen über {\displaystyle T}. In diesem Fall werden wir mit {\displaystyle H_{S}\subset H} den Unterraum der symmetrischen Funktionen notieren.
Zur Unterscheidung werden wir vom allgemeinen Fall sprechen, wenn wir keine zusätzliche Struktur für {\displaystyle H} annehmen.

### Wiener-Itō-Chaos-Zerlegung
Die Wiener-Chaos-Zerlegung sagt, dass zu jedem gaußschen Wahrscheinlichkeitsraum eine stark stetige Halbgruppe von Kontraktionen {\displaystyle (P_{2}(t))_{t\geq 0}} mit {\displaystyle P_{t}:L^{2}(\Omega ,{\mathcal {F}},P)\to L^{2}(\Omega ,{\mathcal {F}},P)} existiert, so dass sich der {\displaystyle L^{2}(\Omega ,{\mathcal {F}},P)} in eine Hilbertraum-Summe von Eigenräumen des infinitesimalen Generators dieser Gruppe zerlegen lässt, den sogenannten Wiener-Chaos.
Im Falle des weißen Rauschens existiert eine lineare Isometrie zwischen dem symmetrischen Tensorprodukraum {\displaystyle H_{S}^{\otimes n}} und dem {\displaystyle n}-ten Wiener-Chaos {\displaystyle {\mathcal {C}}_{n}}, dann ist dies das multiple stochastische Integrale {\displaystyle I_{n}:H_{S}^{\otimes n}\to {\mathcal {C}}_{n}}.
Sei {\displaystyle (W_{t})_{t\in T}} eine eindimensionale brownsche Bewegung und {\displaystyle S_{n}=\{(t_{1},\dots ,t_{n})\in T^{n};0\leq t_{1}<\cdots <t_{n}\leq {\mathcal {T}}\}} ein {\displaystyle n}-Simplex. Für ein {\displaystyle f\in H_{S}^{\otimes n}} ist {\displaystyle I_{n}(f)} das iterierte stochastische Integral über {\displaystyle S_{n}} gegeben als
{\displaystyle I_{n}(f)=n!\int _{T}\int _{0}^{t_{n}}\cdots \int _{0}^{t_{3}}\int _{0}^{t_{2}}f(t_{1},\dots ,t_{n})dW_{t_{1}}dW_{t_{2}}\cdots dW_{t_{n-1}}dW_{t_{n}}.}
Für jedes {\displaystyle F\in L^{2}(X)} existieren eindeutige, symmetrische Kerne {\displaystyle f_{n}\in H_{S}^{\otimes n}} und eine Zerlegung der Form
{\displaystyle F=\sum \limits _{n=0}^{\infty }I_{n}(f_{n}),}
wobei {\displaystyle I_{0}(f_{n})=\mathbb {E} [F]}.

### Malliavin-Ableitung
Sei {\displaystyle H} ein separabler Hilbert-Raum und {\displaystyle X=(\Omega ,\sigma (W),P,W(H))}, dann ist die  stochastische Ableitung oder Malliavin-Ableitung einer Funktion {\displaystyle F:X\to \mathbb {R} } eine Abbildung der Form {\displaystyle DF\in L^{2}(X)\otimes H}. Für einen separablen Hilbert-Raum {\displaystyle G} lässt sich die Ableitung durch Tensorierung sofort auf {\displaystyle F:X\to G} und {\displaystyle DF\in L^{2}(X;H\otimes G)} verallgemeinern. Höhere Ableitungen definieren wir durch die Iteration {\displaystyle D^{k}=D(D^{k-1})}.
Sei {\displaystyle \rho :H\to \operatorname {End} (L^{\infty -0}(\Omega ,{\mathcal {F}},P))} die oben definierte kanonische Darstellung der additiven Gruppe. Die Malliavin-Ableitung erfüllt für {\displaystyle h\in H} die Beziehung
{\displaystyle \langle DF,h\rangle _{H}=\lim \limits _{\varepsilon \to 0}{\frac {1}{\varepsilon }}(\rho (\varepsilon h)F-F),}
wobei die linke Seite die Richtungsableitung darstellt.
Es lässt sich leicht schlussfolgern, dass die Partielle-Integration-Integrationsformel
{\displaystyle \mathbb {E} \left[\langle DF,h\rangle _{H}\right]=\mathbb {E} [M_{W(h)}F]=\mathbb {E} [W(h)F].}
gelten muss. 
Analog kann die Formel auch angewendet werden, wenn nicht zwischen {\displaystyle H} und {\displaystyle W(H)=\{W(h)\colon h\in H\}} unterschieden wird.

#### Über die Wiener-Itō-Chaos-Zerlegung
Der Malliavin-Ableitungoperator reduziert den Grad des Chaos. Wir betrachten des Fall des weißen Rauschens, damit wir eine Zerlegung in multiple stochastische Integrale haben und später den Zusammenhang zum Skorochod-Integral besser verstehen. Das Vorgehen im allgemeinen Fall ist aber analog. Mit {\displaystyle I_{n-1}(f_{n}(\cdot ,t)):=I_{n-1}(f_{n}(t_{1},t_{2},\dots ,t_{n-1},t))} notieren wir das {\displaystyle (n-1)}-te multiple stochastische Integral bezüglich {\displaystyle (t_{1},t_{2},\dots ,t_{n-1})}, das heißt {\displaystyle t} wird fixiert und nicht integriert.
Sei {\displaystyle F\in L^{2}(X)} mit einer Wiener-Itō-Chaos-Zerlegung der Form
{\displaystyle F=\mathbb {E} [F]+\sum \limits _{n=1}^{\infty }I_{n}(f_{n}).}
Wir nehmen an, dass {\displaystyle \sum \limits _{n=1}^{\infty }nn!\|f_{n}\|_{L^{2}(T^{n})}^{2}<\infty } gilt.
Für ein {\displaystyle h\in H} definieren wir
{\displaystyle D_{h}F=\sum \limits _{n=1}^{\infty }nI_{n-1}\left(\langle f_{n}(\cdot ,t),h\rangle _{H}\right).}
Die Malliavin-Ableitung {\displaystyle DF\in L^{2}(X;H)} ist die Abbildung, so dass für alle {\displaystyle h\in H}
{\displaystyle D_{h}F=\langle DF,h\rangle }
gilt.
Im Falle des weißen Rauschens gilt zudem {\displaystyle L^{2}(X;H)\cong L^{2}(X\times T)}, deshalb können wir die Ableitung als Prozess interpretieren. Der dazugehörige Ableitungsprozess {\displaystyle (D_{t}F)_{t\in T}} ist
{\displaystyle D_{t}F=\sum \limits _{n=1}^{\infty }nI_{n-1}\left(f_{n}(\cdot ,t)\right).}

#### Über einen isonormalen Gauß-Prozess
Wir betrachten nun wieder den allgemeinen Fall, das heißt wir nehmen keine zusätzliche Struktur für {\displaystyle H} an.
Definiere die Klasse {\displaystyle {\mathcal {S}}\subset L^{2}(X;\mathbb {R} )} glatter Zufallsvariablen der Form
{\displaystyle F=f(W(h_{1}),\dots ,W(h_{n}))}
für {\displaystyle h_{1},\dots ,h_{n}\in H,\;f\in C_{p}^{\infty }(\mathbb {R} ^{n},\mathbb {R} )} und {\displaystyle n\in \mathbb {N} }.
Die Malliavin-Ableitung für ein {\displaystyle F\in {\mathcal {S}}} lässt sich nun als die {\displaystyle H}-wertige Zufallsvariable
{\displaystyle DF=\sum \limits _{i=1}^{n}\partial _{i}f(W(h_{1}),\dots ,W(h_{n}))h_{i},}
definieren.
Dann ergibt sich auch eine Interpretation als Richtungsableitung
{\displaystyle {\begin{aligned}\langle DF,h\rangle _{H}&=\sum \limits _{i=1}^{n}\partial _{i}f(W(h_{1}),\dots ,W(h_{n}))\langle h_{i},h\rangle _{H}\\&=\nabla f(\mathbf {w} )\cdot \mathbf {v} \end{aligned}}}
mit {\displaystyle \mathbf {w} =(W(h_{1}),\dots ,W(h_{n}))} und {\displaystyle \mathbf {v} =(\langle h_{1},h\rangle _{h},\dots ,\langle h_{n},h\rangle _{h})\in \mathbb {R} ^{n}}. Definiere den mehrdimensionalen Shift
{\displaystyle \tau _{\varepsilon ,h}^{(n)}:\mathbf {w} \to (W(h_{1})+\varepsilon \langle h_{1},h\rangle _{H},\dots ,W(h_{n})+\varepsilon \langle h_{n},h\rangle _{H})}
dann
{\displaystyle \langle DF,h\rangle _{H}={\frac {d}{d\varepsilon }}(\tau _{\varepsilon ,h}^{(n)}f)(\mathbf {w} ){\bigg |}_{\varepsilon =0}}
für alle {\displaystyle h\in H}. Betrachten wir andererseits den Pfadraum und {\displaystyle \mathbf {\omega } =(\omega _{1},\dots ,\omega _{n})}, dann gilt auch
{\displaystyle {\frac {d}{d\varepsilon }}F(\mathbf {\omega } +\mathbf {\varepsilon } \mathbf {v} ){\big |}_{\mathbf {\varepsilon } =0}=\sum \limits _{i=1}^{n}\partial _{i}F(\mathbf {\omega } )\langle h_{i},h\rangle _{H}=\langle DF,h\rangle _{H}.}
Dies zeigt, dass die Definition der Malliavin-Ableitung unabhängig von der Darstellung von {\displaystyle F} ist. Für {\displaystyle f(W(h_{1}),\dots ,W(h_{n}))=g(W(h_{1}),\dots ,W(h_{n}))} gilt auch {\displaystyle Df(W(h_{1}),\dots ,W(h_{n}))=Dg(W(h_{1}),\dots ,W(h_{n}))}.
Wir können {\displaystyle \langle DF,h\rangle _{H}} als Ableitung entlang der Cameron-Martin-Richtung verstehen.

#### Watanabe-Sobolow-Räume
Wir definieren die Norm
{\displaystyle \|F\|_{\mathbb {D} ^{1,p}}=\|F\|_{L^{p}(\Omega )}+\|DF\|_{L^{p}(\Omega ;H)}}
und bezeichnen den Abschluss der Variablen in {\displaystyle {\mathcal {S}}} bezüglich dieser Norm mit {\displaystyle \mathbb {D} ^{1,p}}.
Räume höherer Ordnung definieren wir durch
{\displaystyle \mathbb {D} ^{k,p}=\{F\in \mathbb {D} ^{k-1,p};\quad D^{k-1}F\in \mathbb {D} ^{1,p}\}.}
Sei {\displaystyle G} ein separabler Hilbert-Raum, analog definiert man für {\displaystyle G}-wertige Funktionen {\displaystyle \mathbb {D} ^{1,p}(X;G)} und {\displaystyle \mathbb {D} ^{k,p}(X;G)}.
Außerdem definiert man
{\displaystyle \mathbb {D} ^{k,\infty }=\bigcap _{1<p<\infty }\mathbb {D} ^{k,p},\qquad \mathbb {D} ^{\infty }=\bigcap _{s>0}\bigcap _{1<p<\infty }\mathbb {D} ^{k,p},\qquad \mathbb {D} ^{-\infty }=\bigcup _{s>0}\bigcup _{1<p<\infty }\mathbb {D} ^{k,p}.}
und
{\displaystyle {\widetilde {\mathbb {D} }}^{\infty }=\bigcap _{s>0}\bigcup _{1<p<\infty }\mathbb {D} ^{k,p},\qquad {\widetilde {\mathbb {D} }}^{-\infty }=\bigcup _{s>0}\bigcap _{1<p<\infty }\mathbb {D} ^{k,p}.}
Der Raum {\displaystyle \mathbb {D} ^{-\infty }} ist der Dualraum von {\displaystyle \mathbb {D} ^{\infty }} und seine Elemente nennt man verallgemeinerte Funktionale.
Eine Abhandlung verschiedener Normen findet sich bei Sugita.
Die Sobolew-Räume werden manchmal auch Malliavin-Sobolew-Räume oder Stroock-Sobolew-Räume genannt.

### Divergenz-Operator
Der Divergenz-Operator {\displaystyle \delta } ist der adjungierte Operator des Malliavin-Ableitungsoperator {\displaystyle D}. Im Falle des weißen Rauschens wird er auch Skorochod-Integral genannt. Der Divergenz-Operator besitzt als Definitionsbereich alle Zufallsvariablen {\displaystyle X\in L^{2}(\Omega ;H)}, so dass
{\displaystyle |\mathbb {E} [\langle DU,X\rangle _{H}]|\leq c(U)\|U\|_{L^{2}(\Omega )}}
für alle {\displaystyle U\in \mathbb {D} ^{1,2}} gilt, wobei {\displaystyle c(U)} eine Konstante ist.
Der Divergenz-Operator ist der unbeschränkte Operator {\displaystyle \delta :L^{2}(\Omega ;H)\to L^{2}(\Omega ;\mathbb {R} )} definiert für ein {\displaystyle X\in \operatorname {dom} (\delta )} durch
{\displaystyle \mathbb {E} [U\delta (X)]=\mathbb {E} [\langle DU,X\rangle _{H}],}
welches für alle {\displaystyle U\in \mathbb {D} ^{1,2}} gilt.
Das Skorochod-Integral kann man nun auch wieder über die Wiener-Itō-Chaos-Zerlegung definieren. Sei {\displaystyle X\in L^{2}(T\times \Omega )} mit der Zerlegung
{\displaystyle X_{t}=\sum \limits _{n=0}^{\infty }I_{n}(f_{n}(t_{1},\dots ,t_{n},t)),}
wobei {\displaystyle f_{n}\in L^{2}(T^{n+1})} symmetrisch in den ersten {\displaystyle n} Variablen ist. Sei {\displaystyle {\tilde {f}}_{n}(t_{1},\dots ,t_{n},t)} die vollständige Symmetrisierung von {\displaystyle f_{n}}, dann ist das Skorochod-Integral gegeben durch
{\displaystyle \delta (X)=\sum \limits _{n=0}^{\infty }I_{n+1}({\tilde {f}}_{n}).}